# غريب محلة (بنج هزارة)
غریب محلة (بالفارسية: غریب محله) هي قرية تقع في إيران في قسم بنج هزارة الريفي. يقدر عدد سكانها بـ 405 نسمة بحسب إحصاء 2016.